# ハロラン芙美子
ハロラン芙美子（Halloran ふみこ、1944年1月11日 - ）は、日本のノンフィクション作家。旧本名・森史子。
長崎県大村市生まれ。1962年、福岡県立修猷館高等学校卒、1966年、京都大学文学部史学科卒、1970年、コロンビア大学大学院修士課程修了、1973年まで同大学東アジア研究所勤務、1976年まで日本国際交流センター勤務、1978年、米国人ジャーナリストのリチャード・ハロラン（元ワシントン・ポスト東京支局長、元ニューヨーク・タイムズ東京支局長）と結婚。
1977年から1984年まで、ジャパン・エコノミック・インスティテュート勤務。1980年、『ワシントンの町から』で大宅壮一ノンフィクション賞受賞。1984年に退社して著作に専念。
1990年よりハワイ州ホノルルに住む。

## 著書
- 『ワシントンの町から』文藝春秋 1979
- 『星明かりのアメリカ』文藝春秋 1982
- 『アメリカのニューエリートたち』文藝春秋, 1985
- 『エグゼクティブ・オフィスの朝 会社人間のアメリカ』日本経済新聞社 1985
- 『ティーンエージブルース ルポルタージュ・米国の教育改革』日本経済新聞社, 1988
- 『黒い壁』（小説）文藝春秋, 1990
- 『異文化探検 アメリカからの風アジアからの波』日本経済新聞社, 1992
- 『ホノルルからの手紙 世界をハワイから見る』中公新書 1995
- 『アメリカ精神の源 神のもとにあるこの国』中公新書, 1998